# Wankaner (Staat)

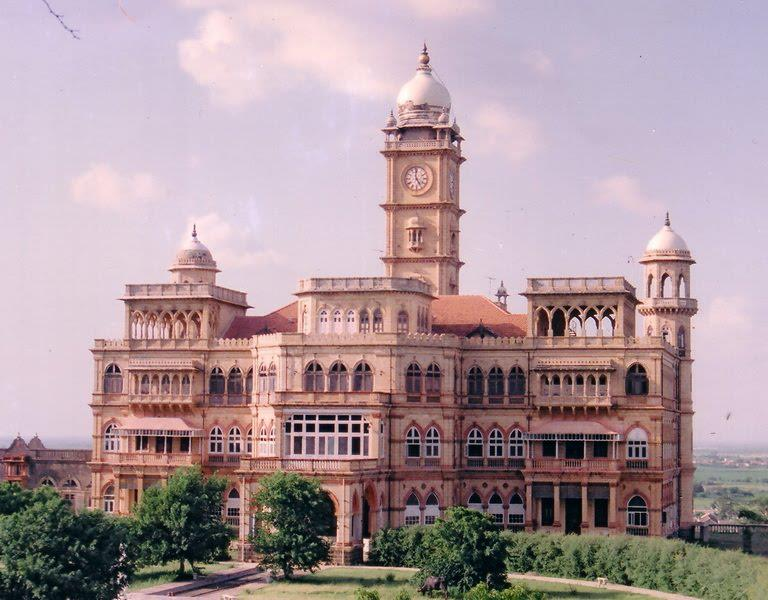
Wankaner-Palast

Wankaner (Vankaner) war ein Fürstenstaat Britisch-Indiens im Norden der Halbinsel Kathiawar im heutigen Bundesstaat Gujarat. Seine Hauptstadt war der Ort Wankaner. Das Fürstentum wurde von Raj Sahib Sartanji aus der Rajputen-Dynastie der Jhala von Dhrangadhra 1605 gegründet. Wankaner war 1807–1947 britisches Protektorat und hatte 1935 eine Fläche von 1080 km² und 44.000 Einwohner.
Am 15. August 1947 wurde Wankaner Mitglied des Staatenbundes Saurashtra und am 15. Februar 1948 vollzog es den Anschluss an Indien. Am 1. November 1956 wurden alle Fürstenstaaten aufgelöst und dem Bundesstaat Bombay einverleibt. Durch die Teilung von Bombay am 1. Mai 1960 kam Wankaner zu Gujarat.